# 宁都会议旧址
宁都会议旧址，位于江西省宁都县东山坝镇小源村，是1932年宁都会议旧址。

## 简介
宁都会议旧址名为“榜山翁祠”，建于清朝康熙年间，是小源村曾氏宗祠。1932年10月上旬，中共苏区中央局全体会议在此召开，史称“宁都会议”。
宁都会议旧址西面檐阶前是一场地，东面、南面是过道，北邻土房。宁都会议旧址坐西朝东，是一幢砖木结构建筑，青砖，青瓦硬顶，带有防火墙，脊角上翘饰有兽吻。东西长21米，南北宽13.5米，分为上、下两栋，占地面积283.5平方米。下栋前檐宽2米，两根圆木柱上装有圆雕枋，木制双开门，石门框，屋内面阔三间，下栋是一廊厅，中间长方形天井四角有四根圆木柱。上栋厅后墙有一座雕花木板隔扇祖宗牌位龛，左右是屏风隔扇间，上栋较下栋的地面高0.4米，麻石台阶，左右各设一个边门。
2000年7月，宁都会议旧址被列为江西省文物保护单位。2013年到2014年，宁都县博物馆对宁都会议旧址及毛泽东旧居保护维修工程进行了招投标。